# Маричалар-и-Бурбон, Виктория де
Виктория Федерика де Тодос лос Сантос де Маричалар-и-Бурбон (исп. Victoria Federica de Todos los Santos de Marichalar y Borbón; род. 9 сентября 2000, Мадрид) — дочь инфанты Елены, герцогини де Луго и Хайме Маричалара. Занимает пятое место в линии наследования испанского престола.

## Биография
Виктория де Маричалар-и-Бурбон родилась 9 сентября 2000 года в семье инфанты Елены, герцогини де Луго и её супруга Хайме Маричалара.
27 мая 2009 года прошло её первое причастие по католическому обычаю. Получила образование в Колледже международных исследований, где изучала деловое администрирование и менеджмент.
В 2019 году прошла вечеринка, организованная Викторией, в честь её выпускного; вечеринка стала известна торжеством и присутствием высокопоставленных особ.
Инфанта Виктория работает в индустрии моды, которую называет «своим истинным призванием». Виктория сотрудничает с модными агентствами и журналами, а также её агентство представляет показы на Неделях моды.